# Wolf (filme de 2013)
Wolf é um filme de ação dramático neerlandês de 2013 dirigido por Jim Taihuttu e protagonizado por Marwan Kenzari. Filmado em sua maioria em Utrecht e parcialmente na Turquia, a língua primária do filme é o neerlandês, com partes em árabe, inglês, francês, e turco.

## Sinopse
Majid, um kickboxer talentoso de um subúrbio holandês anônimo, se afunda cada vez mais no submundo do kickboxing, das apostas, e do crime organizado. Ele começa a se afastar de suas aspirações enquanto as divisões entre seus esporte e o crime começam a serem destruídas, envolvendo sua família e amigos e fundindo sua carreira profissional com sua carreira criminal.

## Elenco
- Marwan Kenzari - Majid Zamari
- Chemseddine Amar - Adil
- Bo Maerten - Tessa
- Raymond Thiry - Ben
- Cahit Ölmez - Hakan

## Prêmios
- Bezerro de Ouro 2013[2][3]
  - Melhor Direção de Arte a Lieke Scholman
  - Melhor Ator a Marwan Kenzari
  - Melhor Diretor a Jim Taihuttu
- Festival Internacional de Cinema de San Sebastián 2013[4]
  - Youth Jury Award
- SUBTITLE European Film Festival Awards 2013
  - Prêmio Angela a Marwan Kenzari
- Festival de Cinema de Taipé 2013
  - Prêmio da Competição de Novo Talento Internacional - Prêmio Especial do Júri